# Before Crisis: Final Fantasy VII & Last Order: Final Fantasy VII Original Soundtrack
Before Crisis: Final Fantasy VII & Last Order: Final Fantasy VII Original Soundtrack è un album contenente le colonne sonore dei videogiochi Last Order: Final Fantasy VII e Before Crisis: Final Fantasy VII. Tutte le tracce sono state composte da Takeharu Ishimoto, con due arrangiamenti dal Tifa's Theme e dal Turk's Theme di Nobuo Uematsu, presente nella colonna sonora di Final Fantasy VII.

## Tracce
1. Theme of Turks (BC-FFVII-Version) - 3:07
2. Mission - 2:09
3. Survive - 2:02
4. Secret Action - 3:10
5. Theme of Elfe - 3:09
6. Black Beat - 2:38
7. Desperate Crisis - 3:12
8. Last Labyrinth - 2:11
9. Rebirth - 1:40
10. Theme of Elfe (Angel) - 3:46
11. Theme of Elfe (Devil) - 3:54
12. Rebirth (Edit) - 5:13
13. 1st Climax - 2:45
14. Cremation - 1:50
15. Pride of Soldier - 1:15
16. Pursuit - 1:09
17. Beyond the Death (From Theme of Tifa) - 1:13
18. Frenzy of Steel - 1:10
19. Sneak Attack - 0:50
20. Decision - 1:22
21. Serious Attack - 2:26
22. Brief Reunion (From Theme of Tifa) - 0:53
23. The Truth in the Dark - 1:40
24. Theme of Turks 2005 - 1:19
25. Dear Friend - 1:55
26. Last Order - 3:32
27. Last Order (Edit) - 4:18